# Zygmunt Tolkmith
Zygmunt Tolkmith (Tolkmit) (ur. ok. 1752) – major 9. Regimentu Pieszego Raczyńskiego od 1792 roku, uczestnik wojny polsko-rosyjskiej 1792 roku, odznaczony Orderem Virtuti Militari. Uczestniczył w powstaniu kościuszkowskim, awansował na podpułkownika.